# Dekalog VIII
Dekalog VIII (Dekalog, osiem) – polski telewizyjny film psychologiczny z 1988 roku w reżyserii Krzysztofa Kieślowskiego, zrealizowany według scenariusza napisanego przezeń wraz z Krzysztofem Piesiewiczem. Jest to nominalnie ósma część cyklu filmów Dekalog, reinterpretująca ósme przykazanie Dekalogu: „Nie mów fałszywego świadectwa przeciw bliźniemu swemu”, w realiach warszawskiego Ursynowa lat 80. XX wieku.
W czasie okupacji młoda kobieta odmówiła pomocy żydowskiej dziewczynce, gdyż – jak twierdziła – religia nie pozwala jej na poświadczenie nieprawdy. Czterdzieści lat później kobiety znowu się spotykają – starsza Zofia (Maria Kościałkowska) jest profesorem etyki, a młodsza Elżbieta (Teresa Marczewska) – tłumaczką jej prac, która zjawia się w Warszawie. Okazuje się, że powody, którymi kierowała się wówczas Zofia, były inne od tych, które podała.

## Fabuła
Profesor etyki na Uniwersytecie Warszawskim, Zofia, poznaje ocalałą z Zagłady Żydów Elżbietę, nowojorską tłumaczkę jej prac. Choć poznały się wcześniej za granicą, dopiero teraz Elżbieta zdradza historię swojego ocalenia. Podczas II wojny światowej Zofia i jej mąż odmówili schronienia Elżbiecie, sześcioletniej wówczas żydowskiej dziewczynce, która uciekła z warszawskiego getta, by szukać schronienia po aryjskiej stronie muru. Zofia i jej mąż argumentowali wówczas swoją decyzję niemożnością poświadczenia nieprawdy (mieli zostać fikcyjnymi rodzicami chrzestnymi), gdyż to było niezgodne z ich wiarą. Szczęśliwie Elżbietę przygarnęli inni Polacy, z którymi po wojnie wyjechała do Stanów Zjednoczonych. Świadomość, że dziecko przeżyło, pomaga Zofii pozbyć się ciężaru przeszłości .
Zofia ma szansę wyjaśnić prawdziwe powody, dla których nie opiekowała się Elżbietą. Jak wyjaśnia, jej rodzina działała w Armii Krajowej, a jej mąż był oficerem Kedywu (Kierownictwa Dywersji), który zajmował się zwalczaniem kolaborantów i wysoko postawionych funkcjonariuszy Gestapo i SS. uwalniając wielu więźniów. Gestapo próbowało infiltrować organizację. Do odmowy przyjęcia Elżbiety przyczyniła się informacja, iż człowiek, który przywiózł dziecko do Zofii, był podejrzany o kolaborację z Gestapo, co mogło zagrozić organizacji. Krawiec podejrzewany o kolaborację z hitlerowcami, którego Elżbieta później odwiedza, kategorycznie odmawia rozmowy o dawnych czasach. W ostatniej scenie filmu, zza krat okiennych swojego zakładu obserwuje na ulicy rozmawiające ze sobą Zofię i Elżbietę .

## Obsada
- Maria Kościałkowska – Zofia
- Teresa Marczewska – Elżbieta Loranz
- Artur Barciś – student na wykładzie Zofii
- Wojciech Asiński – student na wykładzie Zofii
- Anna Zagórska – studentka na wykładzie Zofii
- Tadeusz Łomnicki – krawiec
- Marian Opania – dziekan
- Bronisław Pawlik – sąsiad Zofii
- Ewa Skibińska – studentka na wykładzie Zofii
- Krzysztof Rojek – człowiek-guma
- Jacek Strzemżalski – dozorca w kamienicy przy ul. Noakowskiego
- Jerzy Schejbal – ksiądz
- Marek Kasprzyk – student

## Produkcja

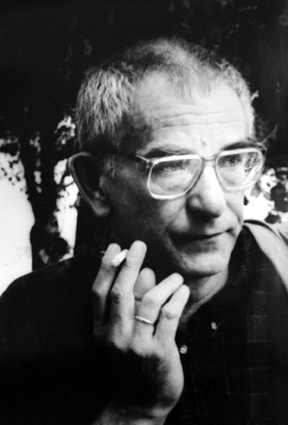
Krzysztof Kieślowski, reżyser filmu

Dekalog VIII jest nominalnie ósmą częścią cyklu filmów telewizyjnych Dekalog, nakręconych przez Krzysztofa Kieślowskiego według scenariusza napisanego przezeń wraz z adwokatem Krzysztofem Piesiewiczem. Pomysł na film wyszedł od Kieślowskiego, który wspominał:

Przypadkowo jedna z moich przyjaciółek opowiedziała mi historię pewnej Żydówki, której ktoś obiecał pomoc i ostatecznie obietnicy nie spełnił. Wtedy zrozumiałem, że temat ten jest mi bliski i że nieźle byłoby opowiedzieć w sposób bardzo naturalny o relacjach polsko-żydowskich na co dzień, tak żeby to, co polskie, i to, co żydowskie, nie miało większego znaczenia.

Powstanie Dekalogu VIII przypadło na moment rozliczeń ze stosunkami polsko-żydowskimi. W 1985 roku Claude Lanzmann nakręcił serial dokumentalny Szoah o Zagładzie Żydów na ziemiach polskich, a dwa lata później Jan Błoński opublikował sławny esej Biedni Polacy patrzą na getto. Piesiewicz argumentował za poruszeniem kwestii relacji polsko-żydowskich, gdyż miał w pamięci wydarzenie, o którym opowiadała mu matka – morderstwo żydowskiego niemowlęcia podczas nazistowskiej obławy na ulicy Grójeckiej. Dlatego też Piesiewicz twierdził stanowczo, iż „opowiadanie o Holokauście w Polsce i o Polakach w czasie Holokaustu powinno być opowiadaniem o winie niezarzucalnej, ale o winie. Dopiero wtedy naprawdę możemy zmierzyć się w wymiarze etycznym z tym, co działo się wokół nas, Polaków, podczas straszliwej, zbrodniczej okupacji”.
Role Zofii i Elżbiety Kieślowski powierzył odpowiednio Marii Kościałkowskiej oraz Teresie Marczewskiej; krawca zagrał Tadeusz Łomnicki. Zdjęcia do filmu nakręcił operator Andrzej J. Jaroszewicz. Premiera telewizyjna Dekalogu VIII odbyła się 22 czerwca 1990 roku.

## Odbiór
Dekalog VIII był różnie odbierany przez krytyków. Joseph Cunneen ocenił film jako najlepszy w całym cyklu, ponieważ „oglądanie filmu skupiającego się na dwóch starszych kobietach, które przepracowują złożone problemy emocjonalne i etyczne, bez odniesienia do ich życia seksualnego, jest tak porywająco niezwykłe”. Odmiennego zdania był Marek Haltof, umieszczając Dekalog VIII wśród najsłabszych filmów cyklu i uznając film za „zbyt dydaktyczny” w swej tezie o „złożoności czasów minionych”.